# Castasegna
Castasegna je bývalá samostatná obec ve švýcarském kantonu Graubünden. Žije zde asi 200 obyvatel.
Do konce roku 2009 byla Castasegna samostatnou politickou obcí v bývalém kraji Bregaglia v okrese Maloja. Dne 1. ledna 2010 se obce v údolí Val Bregaglia (tj. Bondo, Castasegna, Soglio, Stampa a Vicosoprano) sloučily a vytvořily novou obec Bregaglia.

## Geografie
Obec leží v nadmořské výšce 690 m na hranici s Itálií, na silnici Samedan – Maloja – Chiavenna, na pravém břehu řeky Mery a na soutoku potoků Lovero a Val Casnaggina; 9,7 km východně od Chiavenny. Castasegna leží přímo na hranici mezi Itálií a Švýcarskem a je tak nejníže položenou obcí ve švýcarské části údolí Val Bregaglia.

## Historie
Vedle mušlového kamene nad Caslaccem byly nalezeny etruské a římské artefakty. První zmínka o obci pochází z roku 1374 a nese dřívější název Castexegnia. Hrad a vesnice mohly být římského nebo franského původu; možná byly postaveny na ochranu cesty přes průsmyk Septimerpass. Spolu se Sogliem tvořila Castasegna sousední Commune di qua dell'acqua („obec na této straně vody“) a spolu s Commune di là dell'acqua („obec na druhé straně vody“) v Bondu obec Unterporta. Toto spojení bylo zrušeno v roce 1553.

## Obyvatelstvo
| Rok            | 1850 | 1900 | 1910 | 1950 | 1980 | 1990 | 2000 | 2005 | 2008 |
| Počet obyvatel | 207  | 239  | 261  | 197  | 174  | 176  | 190  | 187  | 191  |

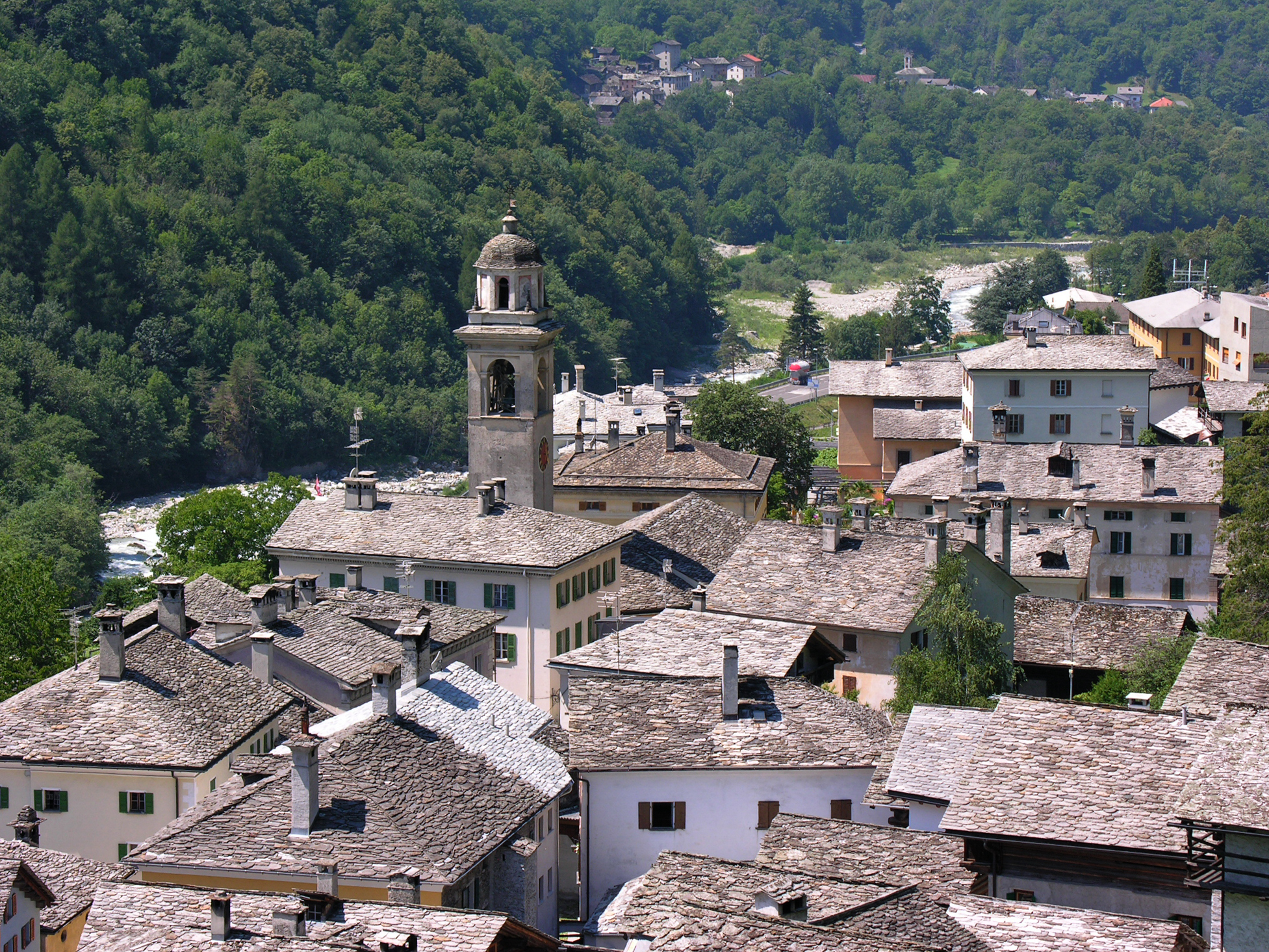
Celkový pohled na obec

V Castasegně se tradičně mluví lombardským dialektem. Od počátku 20. století zde žije německy mluvící menšina. Vývoj v posledních desetiletích ukazuje následující tabulka:
| Jazyky v Castasegně |                   |                   |                   |                   |                   |                   |
| Jazyk               | Sčítání lidu 1980 | Sčítání lidu 1980 | Sčítání lidu 1990 | Sčítání lidu 1990 | Sčítání lidu 2000 | Sčítání lidu 2000 |
| Jazyk               | Počet             | Podíl             | Počet             | Podíl             | Počet             | Podíl             |
| Němčina             | 44                | 25,29 %           | 41                | 23,30 %           | 30                | 15,79 %           |
| Rétorománština      | 14                | 8,05 %            | 9                 | 5,11 %            | 6                 | 3,16 %            |
| Italština           | 115               | 66,09 %           | 126               | 71,59 %           | 152               | 80,00 %           |
| Počet obyvatel      | 174               | 100 %             | 176               | 100 %             | 190               | 100 %             |

## Hospodářství
V obci se v minulosti nacházel největší kaštanový les v Evropě. Dnes se místním podnikům daří díky výhodám celního města. Jedním ze zaměstnavatelů je společnost Soglio Produkte AG, která byla založena v roce 1979 a vyrábí a distribuuje přírodní produkty péče o tělo. Společnost sídlí v Castasegně v bývalém hotelu „Croce Bianca“ od roku 1986. Významná je také elektrárna Castasegna elektrárenské společnosti Curych.
Velký vliv má také turismus, a to zejména v létě. Doplňkovým zaměstnáním obyvatel je zemědělství, především chov dobytka a produkce mléka.